# Паскарель, Робер
Робер Паскарель (фр. Pierre Robert Pascarel,  30 декабря 1888, Бордо, Жиронда, Франция - 14 апреля 1962, Бордо, Жиронда, Франция) — французский легкоатлет. Специализировался в прыжках. Участник Олимпийских Игр 1908 года.
Принимал участие в трех дисциплинах: прыжки в длину, прыжки в высоту, прыжки с шестом. Классифицировался только в  прыжках с шестом, заняв 10 место.